# Bartramia prabaktiana
Bartramia prabaktiana là một loài rêu trong họ Bartramiaceae. Loài này được Dozy & Molk. mô tả khoa học đầu tiên năm 1854.